# Ricardo Espadas
Ricardo Espadas es un personaje del manga y anime Capitán Tsubasa.

## Rol en la serie
En la trama del World Youth de Capitán Tsubasa, Ricardo Espadas es el arquero y capitán de la selección Mexicana Sub-20, que es el primer rival de la selección Japonesa sub-20 en la etapa de grupos. No tiene familia directa, aunque trata a los 5 Guerreros Aztecas como su propia familia. Entabla amistad con los 5 Guerreros Aztecas, que también juegan con él en la selección de México, desde que eran niños. México perdió el primer juego 2-1 contra Japón, perdió el segundo contra Uruguay y empató en el tercero contra Italia. El personaje está basado en el arquero mexicano Jorge Campos, que destacó en los mundiales de USA ´94 y Francia ´98. Es apodado "Miracle Goalkeeper", "Condor" y "el portero milagroso". 
Es un excelente arquero, capaz de atrapar el Hayabusha Shoot, el Kamisori Shoot, el Thunder Shoot, el Eagle Shoot y un Drive Shoot combinado con un Overhead kick de Shingo. Además de esto, a pesar de ser portero, sale al campo y juega con las piernas. Es el único jugador de México que pudo anotarle un gol a Ken Wakashimazu. Espadas de niño era sumamente pobre, por eso odia a los ricos, entre ellos a los japoneses. Antes de que inicie el torneo, se encuentra con la selección japonesa y hay fricciones con Tsubasa.  Después de anotar el gol, ordena a su equipo renunciar al ataque y defenderse con todos sus recursos (además, tenían un jugador menos debido a la expulsión de Bonjo García), sin embargo, Japón logra empatar y ganar de último minuto. A pesar de que eran unos adversarios de cuidado, Espadas se lesiona la mano al atajar el Thunder Shoot de Kojiro Hyuga, y ya no juega los siguientes partidos contra Uruguay ni contra Italia, por lo cual México no pasa de la etapa de grupos.
Al finalizar el primer partido crea una gran amistad con Tsubasa, que va a ver como se encuentra después de que se lastima su mano al tratar de detener el Raiju Shoot de Hyuga.
Este personaje fue creado en honor al legendario portero mexicano  Jorge Campos.
- Datos: Q3430233